# El ciclo de Terramar
El ciclo de Terramar, también conocido como Los libros de Terramar, o simplemente Terramar, es una serie de libros de alta fantasía escritos por la autora estadounidense Úrsula K. Le Guin.
El universo de Terramar apareció por primera vez en dos cuentos, "La regla de los nombres" y "La palabra que desliga", ambos publicados en la revista Fantastic en 1964. Estas historias desarrollaron conceptos tempranos para el mundo ficticio. Posteriormente, ambos fueron incluidos en una colección de cuentos de Le Guin llamada "Las doce moradas del viento" publicada en 1975.
La primera novela de la saga, Un mago de Terramar, fue originalmente concebida por la autora como una historia independiente, sin embargo escribió su secuela Las tumbas de Atuan tras considerar los cabos sueltos del primer libro; la tercera novela, La costa más lejana siguió después de una mayor consideración. Estos tres libros fueron escritos en rápida sucesión, de 1968 a 1972, y a veces se los considera la "trilogía original".
Casi veinte años después, en 1990, Le Guin escribió un cuarto libro, Tehanu. Posteriormente, en el año 2001 fueron publicados dos libros, Cuentos de Terramar, una compilación de diferentes relatos cortos y En el otro viento. Los últimos tres libros a veces se denominan la "segunda trilogía".
En octubre de 2014, se publicó de forma independiente una nueva novela corta ambientada en Terramar, "La hija de Odren". Y en junio de 2018 se publicó "Luz de hogar", el último relato de los personajes principales.
La serie en su conjunto se conoce como "El ciclo de Terramar", y se publicó en un solo volumen en 2018 como "Los libros de Terramar. Edición completa ilustrada", con arte de Charles Vess.

## La Saga

### Libros
La saga está compuesta por seis libros, de los cuales cinco son novelas y uno es una colección de cuentos. Adicionalmente Le Guin publicó otros cuentos y relatos cortos que hacen parte de Terramar.
| Libro               | Año  | Tipo        |
| ------------------- | ---- | ----------- |
| Un mago de Terramar | 1968 | Novela      |
| Las tumbas de Atuan | 1971 | Novela      |
| La costa más lejana | 1972 | Novela      |
| Tehanu              | 1990 | Novela      |
| Cuentos de Terramar | 2001 | Compilación |
| En el otro viento   | 2001 | Novela      |

### Cuentos y novelas cortas
En total Le Guin publicó nueve relatos cortos sobre Terramar. Los dos de 1964 que inauguran la saga ("La Regla de los Nombres" y "La Palabra que Desliga") y fueron recopiladas en "Las doce moradas del viento". Las cinco historias siguientes, mucho más tardías, fueron compiladas en el libro "Cuentos de Terramar" (de estas, dos habían sido publicadas previamente y tres eran inéditas). Los dos últimos, "La hija de Odren" y "Luz de hogar" se publicaron de manera independiente en 2014 y 2018, respectivamente.
| Título                  | Año  | Publicación                                            |
| ----------------------- | ---- | ------------------------------------------------------ |
| La regla de los nombres | 1964 | Revista Fantastic ed. de enero de 1964                 |
| La regla de los nombres | 1975 | Las doce moradas del viento                            |
| La palabra que desliga  | 1964 | Revista Fantastic ed. de abril de 1964                 |
| La palabra que desliga  | 1975 | Las doce moradas del viento                            |
| Dragonvolador           | 1998 | Leyendas (antología de varios autores)                 |
| Dragonvolador           | 2001 | Cuentos de Terramar                                    |
| Rosaoscura y Diamante   | 1999 | Revista Fantasy & Science Fiction ed. oct-nov. de 1999 |
| Rosaoscura y Diamante   | 2001 | Cuentos de Terramar                                    |
| El descubridor          | 2001 | Cuentos de Terramari                                   |
| Los huesos de la Tierra | 2001 | Cuentos de Terramari                                   |
| En el Gran Pantano      | 2001 | Cuentos de Terramari                                   |
| La hija de Odren        | 2014 | eBook independiente                                    |
| La hija de Odren        | 2018 | Los libros de Terramar. Edición completa ilustrada     |
| Luz de hogar            | 2018 | Revista Paris Review número 225, verano de 2018        |
| Luz de hogar            | 2018 | Los libros de Terramar. Edición completa ilustrada     |

i   Previamente inéditos.
Todos los cuentos y relatos aparecen en "Los libros de Terramar. Edición completa ilustrada" publicada en 2018.
Adicionalmente "Cuentos de Terramar" incluye cerca de treinta páginas de material de referencia ficticio titulado "Una descripción de Terramar"; que también aparece en la Edición completa ilustrada de 2018.

## Premios
Cada libro de la serie recibió al menos un premio literario:
| Libro               | Premios                                                                                  |
| ------------------- | ---------------------------------------------------------------------------------------- |
| Un mago de Terramar | Premio Boston Globe-Horn Book (1969) Premio Lewis Carroll Shelf (1979)                   |
| Las tumbas de Atuan | Medalla Newbery (1972)                                                                   |
| La costa más lejana | Premio nacional del libro para niños (1973)                                              |
| Tehanu              | Premio Nébula a la mejor novela (1990) Premio Locus a la mejor novela de fantasía (1991) |
| Cuentos de Terramar | Premio Locus a la mejor colección (2002)                                                 |
| En el otro viento   | Premio Mundial de Fantasía a la mejor novela (2002)                                      |

## Adaptaciones

### Audiolibros
Varias audiolibros han sido publicados en inglés por diferentes editoriales y narradores. A principios de la década de 1990, el dramaturgo británico-australiano Robert Inglis narró los primeros tres libros de la serie para la editorial Recorded Books.

### Radio
La BBC produjo una dramatización en inglés de dos horas de duración de "Un mago de Terramar" que fue transmitida el 26 de diciembre de 1996 en la emisora BBC-Radio 4. Esta adaptación fue narrada por la actriz británica Judi Dench y utilizó una amplia gama de actores con diferentes acentos regionales y sociales para enfatizar los orígenes de los personajes de Terramar (por ejemplo, Estarriol y otros de Confín de Poniente fueron interpretados por actores con acento del sur de Gales). Posteriormente, la adaptación se publicó en casetes de audio.
Entre abril y mayo de 2015, BBC Radio 4 emitió una nueva dramatización de seis partes de las obras de Terramar, que abarca las historias y tramas de las tres primeras novelas. Después de su emisión radial, los episodios estuvieron disponibles para su reproducción en línea a través de la cadena BBC Radio 4 Extra durante un mes. La adaptación fue creada y transmitida como parte de un mes temático centrado en la vida y obra de Úrsula Le Guin, en conmemoración de su cumpleaños número ochenta y cinco.

### Televisión

#### Miniserie de 2004
En diciembre de 2004, el canal de televisión estadounidense Sci Fi Channel transmitió en televisión una vaga adaptación de tres horas de "Un mago de Terramar" y "Las tumbas de Atuan", titulada la Leyenda de "Terramar" (en inglés, "The Legend of Earthsea"); esta miniserie después sería conocida simplemente como Terramar (Earthsea).
Esta producción causó el enojo de Le Guin y de los fans de las novelas con el anuncio de que Ged y la mayoría de los personajes serían interpretados por caucásicos. Le Guin también expresó su molestia después de que los realizadores de la serie declararan que "Hemos sido muy, muy honestos con los libros (...) la película culmina en la unión de dos sistemas de creencias diferentes en este mundo y esa es la declaración que Úrsula pretendía hacer".
En respuesta, un mes antes de la emisión en Estados Unidos, Le Guin publicó en su sitio web "Una respuesta a algunas declaraciones de los cineastas" donde señaló  "No fui incluida en su planificación y no participé en las discusiones o decisiones.(...) En los libros, la hechicería del Archipiélago y el ritualismo de los Kargs se oponen y se unen, como el yin y el yang (...) Esto no tiene absolutamente nada que ver con (...) creyentes o incrédulos". Y culmina diciendo:

Me pregunto si acaso los realizadores de la película de El Señor de los Anillos la hubieran terminado con Frodo poniéndose el Anillo y gobernando feliz por siempre, luego afirmarían que eso fue lo que Tolkien "pretendió"... ¿pensaría el público que habían sido "muy, muy honestos con los libros?"

#### Proyecto de serie de televisión
En mayo de 2018, se anunció que los derechos de la saga habían sido adquiridos por la productora Jennifer Fox para una adaptación cinematográfica. En 2019, los realizadores decidieron producir una serie de televisión.
Para marzo de 2024 han pasado casi cinco años en los que no se han conocido nuevos desarrollos de este proyecto.

### Cine

#### Película de animación de 2006
Artículo principal: Cuentos de Terramar (película)
En 2006 la productora japonesa Studio Ghibli estrenó la película Cuentos de Terramar, basada libremente en la mitología de la saga literaria. Fue dirigida por Goro Miyazaki, hijo de Hayao Miyazaki. Le Guin concedió los derechos a Studio Ghibli debido a su amor por las películas de Hayao Miyazaki. Sin embargo calificó la adaptación de "decepcionante" y "completamente diferente" de su creación.
En concepto de la autora la trama se alejaba tanto de su historia que estaba "viendo una historia completamente diferente, interpretada de manera confusa por personajes con los mismos nombres de mi historia". Aunque Le Guin elogió ciertos retratos de la naturaleza en la película, consideró que los valores de producción no eran tan altos como otras producciones dirigidas por Hayao Miyazaki, y que la emoción de la película se centraba demasiado en escenas de violencia. Su respuesta inicial a Goro Miyazaki fue: "No es mi libro. Es tu película. Es una buena película".